# Orden vom römischen Adler

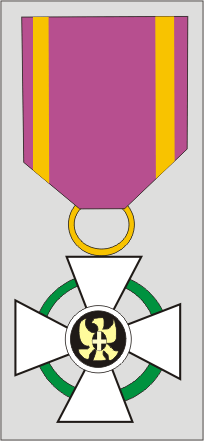
Orden vom Römischen Adler

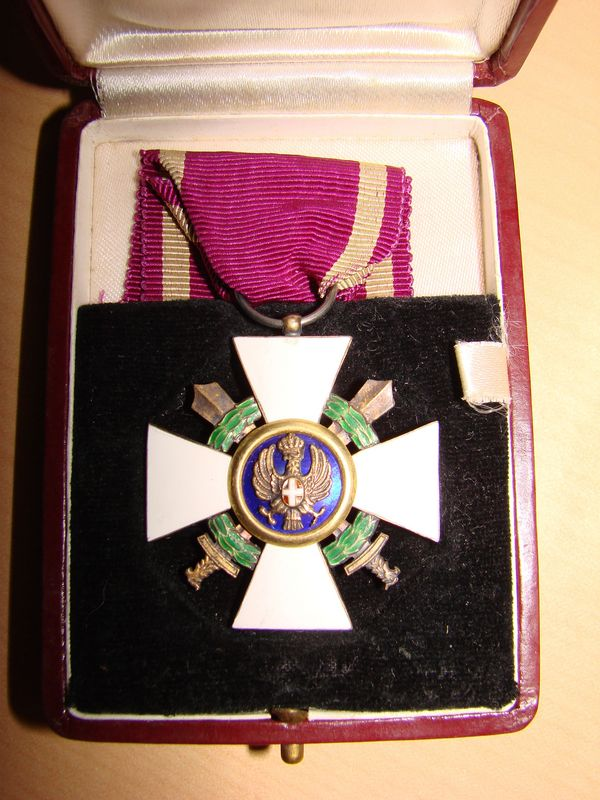
Ritterkreuz des Ordens vom Römischen Adler, Avers

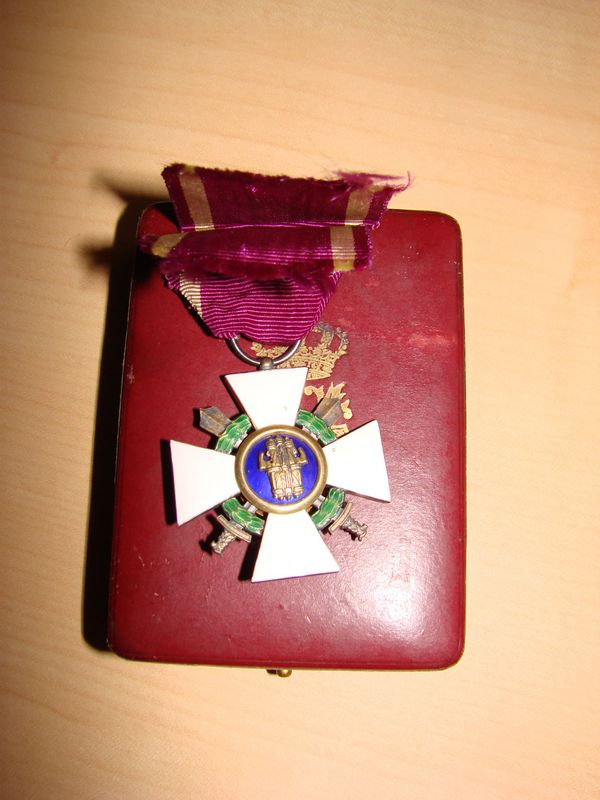
Ritterkreuz des Ordens vom Römischen Adler, Revers

Der Orden vom Römischen Adler wurde am 14. März 1942 vom italienischen König Viktor Emanuel III. als Zivil- und Militärverdienstorden in fünf Klassen gestiftet und war ausschließlich zur Verleihung an Ausländer vorgesehen. Am 24. August 1942 wurde der Orden um das Silberne Großkreuz erweitert, zudem wurde eine affiliierte zweistufige Verdienstmedaille (in Silber und in Bronze) eingeführt.

## Ordensklassen
- Goldenes Großkreuz
- Silbernes Großkreuz
- Großoffizier
- Kommandeur
- Offizier
- Ritter

## Ordensdekoration
Das Ordenszeichen ist ein goldbordiertes weiß emailliertes Kreuz auf grünem Eichenlaubkranz. Im Medaillon, das von einem goldgeränderten und blau emaillierten Reif umschlossen ist, ein gekrönter vergoldeter Adler, mit dem savonisch-italienischen weißen Kreuz im roten ovalen Brustschild. Rückseitig im Medaillon drei goldene nebeneinanderstehende Liktorenbündel.
Für militärische Verdienste wurde die Auszeichnung mit gekreuzten Schwertern durch die Kreuzwinkel verliehen.

## Trageweise
Das Großkreuz wurde mit einer Schärpe von der linken Schulter und einem Bruststern getragen. Großoffiziere trugen, neben einem etwas verkleinerten Bruststern, die Dekoration ebenso wie die Kommandeure um den Hals. Offiziere und Ritter trugen die Auszeichnung am Band auf der linken Brustseite. Bei Offizieren war zusätzlich noch eine Rosette auf dem Band angebracht.
Das Ordensband ist weinrot, links und rechts mit gelben Streifen von ca. einem Achtel der Bandbreite.

## Sonstiges
Nach der Absetzung Mussolinis und der Gründung der vom Deutschen Reich abhängigen Italienischen Sozialrepublik wurde der Orden weiterhin, wenn auch mit einem Vorderseitig veränderten Medaillon verliehen. Dort war nun lediglich noch ein nach links blickender goldener Adler zu sehen.
Mit dem Ende der Monarchie in Italien 1946 wurde der Orden schließlich nicht mehr verliehen.